# Ronald A. Senior-White
Ronald A. Senior-White (1891-1954) fue un entomólogo y malariólogo inglés que trabajó en la India y Ceilán. Sus estudios entomológicos se refieren al orden Diptera.

## Publicaciones

### Sobre entomología (Diptera)
- «Indian Diptera», en Mem. Dep. Agric. India Entomol. Ser. (1922)

- «New Ceylon Diptera», parte II, en Spolia Zeylan 13: 195-206 (1922).

- «Notes on Indian Diptera»: 1. “Diptera from the Khasia Hills”; 2. “Tabanidae in the collection of the forest zoologist”, y 3. “New species of Diptera from the Indian Region”, en Mem. Dep. Agric. India Entomol. Ser. 7: 83-170 (1922). Este trabajo fue publicado en un único fascículo (n.º 9).

- «The Muscidae testaceae of the Oriental Region (With descriptions of those found within Indian limits)», en Spolia Zeylan 12: 294-314 (1923).

- «A revision of the sub-family Sarcophaginae in the Oriental Region», en Rec. Indian Mus. 26: 193-283 (1924).

- «New and little known Oriental Tachinidae», en Spolia Zeylan 13: 103-19. (1924).

- «A revision of the sub-family Calliphorinae in the Oriental Region», en Rec. Indian Mus. 28: 127-40 (1926).

- Con D. Aubertin y J. Smart: «Diptera, Family Calliphoridae», en Sewell, R. B. S., The fauna of British India, including the remainder of the Oriental Region, vol. vi, Taylor & Francis, Ltd., Londres, xii + 288 pp. (1940).

### Sobre malaria
- «Physical factors in mosquito ecology», en Bulletin of Entomological Research, 16, 187-248 (1926).

- Con Robert Knowles: Malaria: Its Investigation and Control, with Special Reference to Indian Conditions, Calcutta: Thacker, Spink and Co. (1927).

- Con L. W. Hackett, P. F. Russell y J. W. Scharff: «The present use of naturalistic measures in the control of malaria», en Bulletin of the Health Organisation of the League of Nations, vol. 7, pp. 1046-1064 (1938).

- Con A. K. Adhikari: «On malaria transmission around the Chilika lake», en J. Mal. Inst. India 2: 395-423 (1939).

- «On the anthrophilic indices of some Anopheles found in east central India», en Indian J. Malariol, 1947; 1: 111-222 (1947).

- Con T. W. Kirkpatrick: «Transport of insects on the exterior of aircraft», en Nature 164 (1949) 60-61. (1949).

- «Studies on the bionomics of Anopheles aquasalis Curry», 1932, primera parte, en Indian J. Malariol, 5: 293-403 (1951).

- «Studies on the bionomics of Anopheles aquasalis Curry», 1932, segunda parte, en Indian J. Malariol, 6: 30-72 (1951).

- Con B. M. Das Gupta: «Studies in the parasitology of malaria», en Indian Med. Res. Memoirs, n.º 18: 1-436 (1930).

## Citas
- «Ellos [L. W. Hackett, P. F. Russell y J. W. Scharff, 1938] pueden ser viejos, pero han escrito como panelista malariólogos más altamente experimentados del mundo, justo antes de la llegada de los insecticidas residuales sintéticos, cuando los enfoques y técnicas ambientales eran todavía "corriente principal" » (Afronets, 2000)

- «La construcción de FF.CC. en los trópicos se asocia casi siempre a las epidemias de malaria fulminantes de "una muerte de sueño" es la generalización en el suceso» (Senior-White, 1928)

- «Las zonas urbanas se pueden dividir en dos zonas: la central, donde la falta de agua estancada adecuada hace que la reproducción del vector sea extremadamente rara y donde la transmisión de la malaria de manera significativa es reducida en comparación con las zonas más rurales y las zonas periurbanas, donde el aumento de la densidad de población y la falta de saneamiento proporciona un entorno más hospitalario para la reproducción del vector. La transmisión de la malaria en las zonas periurbanas es particularmente problemático si las poblaciones residentes son migrantes desplazados de las zonas rurales más endémicas de malaria (ver también J. A. Nájera, B. H. Liese y J. Hammer, 1992, Malaria: New Patterns and Perspectives, World Bank Technical Paper, n.º 183). Después de este principio se entiende, de acuerdo con Litsios, R. Senior White especuló que [en Inglaterra] que había sido la introducción del cultivo de nabo en la mitad del siglo [19a] para proporcionar alimentos de invierno para el ganado, que por el ahorro de mejoras rebaños anual había iniciado en la cría de animales reducen efectivamente a los mosquitos vectores y por ende la transmisión de la enfermedad».

## Abreviatura (zoología)
La abreviatura Senior-White  se emplea para indicar a Ronald A. Senior-White como autoridad en la descripción y taxonomía en zoología.

- Datos: Q7364625
- Multimedia: Ronald A. Senior-White / Q7364625
- Especies: Ronald A. Senior-White